# Bistrica (gmina Bijelo Polje)
Bistrica (cyr. Бистрица) – wieś w Czarnogórze, w gminie Bijelo Polje. W 2011 roku liczyła 37 mieszkańców.